# فيرغوس ماكان
فيرغوس ماكان (بالإنجليزية: Fergus McCann)‏ هو شخصية أعمال بريطاني، ولد في 1942 في اسكتلندا في المملكة المتحدة.